# Мамедов, Алтай Юсиф оглы
Алта́й Юсиф оглы́ Маме́дов (азерб. Altay Yusif oğlu Məmmədov; 15 мая 1930, Ганджа, Ганджинский округ — 15 июля 2003, Гянджа) — советский, азербайджанский прозаик-публицист и драматург, Заслуженный работник культуры Азербайджанской ССР (1971).

## Биография
Алтай Мамедов родился в мае 1930 года в Гяндже. Окончив с отличием факультет азербайджанского языка и литературы Кировабадского государственного педагогического института имени Г. Зардаби (ныне Гянджинский государственный университет), он остался преподавателем истории литературы, а в 1964 году защитил кандидатскую диссертацию на тему «Произведения Дж. Джаббарлы. Драма „1905 год“».
В 1958 году он написал свою первую книгу рассказов «Одиннадцатый ключ», а в последующие годы создал множество литературных произведений, среди который «Вторая любовь», «Любовь и смех», «Падающие листья», «Когда встречаются звезды», «Прощай прекрасный мир» и другие.
Скончался Алтай Мамедов в 2003 году и похоронен на Аллее почётного захоронения гянджинского городского кладбища.
В 1980 году награждён Почётной грамотой Президиума Верховного Совета Азербайджанской ССР.
В 2002 году удостоен Персональной стипендии Президента Азербайджанской Республики.